# Свет у рату
Свет у рату (енгл. The World at War) је британска документарна серија о Другом светском рату. Серија је премијерно емитована 1973-74. У време првог приказивања била је најскупља британска серија свих времена са трошковима од 900.000 фунти (данас одговарара суми од око 15 милиона долара). Творац и продуцент серије јесте Џереми Ајзакс, а наратор глумац Лоренс Оливије.
Свет у рату сматра се једном од најбољих документарних серија чија је тема Други светски рат и представља драгуљ британске телевизијске историје. Серија је од свог настанка хваљена због свежег приказа војне историје с једне и живог приказа трагедија, славних и срамних дела војника, морнара, пилота, жртава и обичних људи у вихору великог светског сукоба с друге стране.

## О серији
Свет у рату је настао на основу 4 године претраживања архивских снимака Другог светског рата. Специфичност серије је коришћење ретког материјала у боји. По формату (26 епизода које трају око 50 минута) Свет у рату подсећа на старији британски документарац Велики рат (енгл. The Great War из 1964.
Архивски снимци су употпуњени нарацијом, савременим снимцима као и интервјуима са сведоцима рата - високим официрима како савезничких сила тако и сила Осовине, војницима, политичарима и обичним људима. Међу њима су и Министар наоружања Трећег рајха Алберт Шпер, адмирал флоте и последњи канцелар рајха, Карл Дениц, велики холивудски глумац и ратни пилот Џејмс Стјуарт, ратни амбасадор Сједињених Држава у Москви и Лондону, Аверел Хариман, генерал ваздушних снага САД, Куртис Лемеј, заповедник савезничких снага у југоисточкој Азији, Лорд Маунтблатен од Бурме, јапански пилот учесник напада на Перл Харбур, Мицуо Фушида, пилот авиона из ког је бачена прва атомска бомба у историји рата, Пол Тибетс, амерички историчар Стивен Амброз. Творац серије, Џереми Ајзакс, у специјалном програму „Прављење Света у рату“ (укључен у ДВД издања) наглашава да су приоритети били интервјуи са преживелим помоћницима и сарадницима пре него са самим водећим личностима рата. При томе је нарочито значајан и са значајним тешкоћама направљен интервју са ађутантном Хајннриха Химлера, Карлом Волфом, током ког је интервјуисани сведочио о присуствовању масовном убиству заједно са Химлером. Серија није дотакла неке од података који су у време стварања још увек били државне тајне, као што су чињенице о успесима у дешиифровању непријатељских депеша од стране Савезника.
Серија је на листи 100 најбољих британских телевизијских програма свих времена Британског Института за Филм из 2000. године заузела 19. место. Доживела је репризна емитовања широм света (те и у Србији), као и бројна ДВД издања, те су по њој написане и две књиге (из 1973. и 2007).
Руководствно Совјетског Савеза није било задовољно заступљеношћу материјала о учешћу Совјета у Другом светском рату, те је као резултат заједно са америчким партнерима снимљен документарац по угледу на Свет у рату чија је једина тема ратно искуство Совјетског Савеза - „Непознати рат“ (енгл. The Unknown War; рус. Великая Отечественная Война).

## Епизоде
Серија се састоји од 26 епизода. Од тога је 15 епизода посвећено великим биткама и војним кампањама издовјеним према препоруци Нобла Франкланда, бившег директора Империјалног Ратног музеја, чији је савет потражио продуцент Џереми Ајзакс приликом стварања серије. Преосталих 11 епизода посвећено је темама не везаним за рат директно, као што је настанак и успон нацистичке Немачке, жибвот за време рата у Британији, Немачкој и Холандији, Холокауст.
Прва епизода почиње мрачним описом масакра који су починили припадници Вафен-СС формација у француском селу Орадур-сур-Глан. Исти догађај поменут је и на крају 26. епизоде уз сугестивни последњи коментар Лоренса Оливијеа, „не заборавимо“.
| Број епизоде | Оригинални наслов                                        | Наслов                                                       |
| --- | -------------------------------------------------------- | ------------------------------------------------------------ |
| 1 | A New Germany (1933–1939)                                | „Нова Немачка (1933—1939)“                                   |
| Тешко стање у Немачкој између два рата, успон и долазак на власт Нацистичке партије, те догађају који претходе избијању рата (Аншлус, анексија Судета). |                                                          |                                                              |
| 2 | Distant War (September 1939 – May 1940)                  | „Удаљени рат (септембар 1939 - мај 1940)“                    |
| Инвазија на Пољску, потапање немачког бојног брода Адмирал Граф Шпе, Лажни рат (зима и рано пролеће 1940. на западном фронту), Норвешка кампања, избор Винстона Черчила за премијера Велике Британије. |                                                          |                                                              |
| 3 | France Falls (May – June 1940)                           | „Француска је пала (мај - јун 1940)“                         |
| француска спољна политика пре рата, Мажино линија, француска Сарска офанзива, Блицкриг и нацистичка инвазија на Француску и земље Бенелукса. |                                                          |                                                              |
| 4 | Alone (May 1940 – May 1941)                              | „Сама (мај 1940 - мај 1941)“                                 |
| Битка за Британију, Битка за Грчку, Битка за Крит и италијанска инвазија на Либију, живот у Британији од Данкирка до Барбаросе. |                                                          |                                                              |
| 5 | Barbarossa (June – December 1941)                        | „Барбароса (јун - децембар 1941)“                            |
| Сателитски режими у Источној Европи, пад Југославије, Операција Барбароса и Битка за Москву. |                                                          |                                                              |
| 6 | Banzai!: Japan (1931–1942)                               | „Банзаи! Јапан (1931—1942)“                                  |
| Успон Јапанског царства, Други кинеско-јапански рат, тензије између Јапана и Совјетског савеза, , Перл Харбор, јапанске победе на Малаји и Сингапуру. |                                                          |                                                              |
| 7 | On Our Way: U.S.A. (1939–1942)                           | „Својим путем: САД (1939-1942)“                              |
| Амерички изолационизам и опозиција уласку у рат, подморнички нападни на атлантске конвоје и амерички одговори, мобилизација војске и економије после Перл Харбора, Јапанско освајање Филипина, Дулитлов напад, Мидвеј и Битка за Гвадалканал.                                                                                          |                                                          |                                                              |
| 8 | The Desert: North Africa (1940–1943)                     | „Сахара: Северна Африка (1940—1943)“                         |
| Северноафрички поход, Италијанска инвазија Египта, Монтгомери и Ромел, Друга битка код Ел Аламејна. |                                                          |                                                              |
| 9 | Stalingrad (June 1942 – February 1943)                   | „Стаљинград (јун 1942 - Фебруар 1943)“                       |
| Значај Јужне Русије и Стаљинграда, Битка за Стаљинград, прекретница рата у Европи. |                                                          |                                                              |
| 10 | Wolf Pack: U-Boats in the Atlantic (1939–1944)           | „Вучји чопор: подморнице на Атлантику (1939—1944)“           |
| Подморнички рат на северном Атлантику. Развој система конвоја и немачке подморничке стратегије. Савезнички губици и победа на Атлантику. |                                                          |                                                              |
| 11 | Red Star: The Soviet Union (1941–1943)                   | „Петокрака: Совјетски савез (1941—1943)“                     |
| Обнављање Црвене армије, раднички рат, Опсада Лењинграда, совјетски партизани, највећа тенковска битка у историји. |                                                          |                                                              |
| 12 | Whirlwind: Bombing Germany (September 1939 – April 1944) | „Ураган: Бомбардовање Немачке (септембар 1939 - април 1944)“ |
| Британија жели освету, Америка има начин, развој бомбардерске тактике - губици и значај, Хамбург, Берлин, Швајнфурт. |                                                          |                                                              |
| 13 | Tough Old Gut: Italy (November 1942 – June 1944)         | „Тврд орах: Италија (новембар 1942 - јун 1944)“              |
| Операција бакља у Северној Африци, инвазија на Сицилију, искрцавања у Салерну и Анцију, Битка за Монте Касино, ослобађање Рима. |                                                          |                                                              |
| 14 | It's A Lovely Day Tomorrow: Burma (1942–1944)            | „Сутра ће бити диван дан: Бурма (1942—1944)“                 |
| Рат у прашумама Бурме и учешће Индије у рату — „што је недостајало у бројевима, надохнађено је жестином“. |                                                          |                                                              |
| 15 | Home Fires: Britain (1940–1944)                          | „Домаћа огњишта: Британија (1940—1944)“                      |
| Живот и политика у Британији од краја Битке за Британију до ракетних напада. Значајан део епизоде посвећен је улози жена у Другом светском рату, оскудном животу, несаломивом духу у кућама и фабрикама те еманципацији као последици рата. Улога жена у ратном напору наглашена је песмом тада популарне Грејси Филдс, „Тингами-Баб“. |                                                          |                                                              |
| 16 | Inside the Reich: Germany (1940–1944)                    | „Унутар Рајха: Немачка (1940—1944)“                          |
| Немачко друштво у рату. Цензура, „хлеба и игара“ за народ, ратна индустрија, (не)регрутовање жена, робовски рад, савезничко бомбардовање, противници режима, Фолксштурм. |                                                          |                                                              |
| 17 | Morning (June – August 1944)                             | Јутро (јун – август 1944)                                    |
| Напад на Дјеп, ишчекивање инвазије, улога метеоролога, Операција Оверлорд, Битка за Нормандију. |                                                          |                                                              |
| 18 | Occupation: Holland (1940–1944)                          | „Окупација: Холандија(1940–1944)“                            |
| Холандија под немачком окупацијом, отпор, колаборација, пасивност. Живот у подрумима и таванима (Ана Франк), глад, ослобођење. |                                                          |                                                              |
| 19 | Pincers (August 1944 – March 1945)                       | Опкољавања (август 1944 - март 1945)                         |
| Операција Змај, ослобађање Париза, напредовање кроз Француску и неуспешна Операција Маркет Гарден, трагика Пољске и Варшавски устанак, Арденска битка и прелазак Рајне. Совјетско ослобађање Украјине, Румуније, Мађарске и Пољске. Ослобођање Београда.                                                                               |                                                          |                                                              |
| 20 | Genocide (1941–1945)                                     | „Геноцид (1941—1945)“                                        |
| Немачки расизам, антисемитизам. Вафен-СС. Коначно решење. Аушвиц. Једина епизода серијала током чијег премијерног приказивања није било паузе за рекламе. |                                                          |                                                              |
| 21 | Nemesis: Germany (February – May 1945)                   | „Непријатељ: Немачка (фебруар - мај 1945)“                   |
| Инвазија са истока и запада, бомбардовање Дрездена, Фирербункер, сусрет на Лаби, пад Берлина. |                                                          |                                                              |
| 22 | Japan (1941–1945)                                        | „Јапан (1941—1945)“                                          |
| Друштво и култура Јапанa у рату, одјеци Дулитловог напада и Мидвеја, смрт адмирала Јамамотоа, Битка за Сајпан, Окинава. Бомбардовање јапанских градова. |                                                          |                                                              |
| 23 | Pacific (February 1942 – July 1945)                      | Пацифик (фебруар 1942 - јул 1945)                            |
| Небројене и крваве битке на пацифичким острвима, приближавање срцу Јапана. Аустралија у рату (бомбардовање Дарвина, Филипинска кампања, Битка за Иво Џиму и Битка за Окинаву. |                                                          |                                                              |
| 24 | The Bomb (February – September 1945)                     | „Бомба (фебруар - септембар 1945)“                           |
| Пројекат Менхетн, Хари Труман - нови председник САД, тензије између САД и Совјетског савеза, Хирошима и Нагасаки, совјетска инвазија на Манџурију, капитулација Јапанa. |                                                          |                                                              |
| 25 | Reckoning (April 1945)                                   | „Вагање (април 1945)“                                        |
| Европа после рата, окупација Немачке, Нирнбершки процес, Хладни рат. Резултати рата, губици и добици појединих учесника, анализа послератног стања у свету. |                                                          |                                                              |
| 26 | Remember                                                 | „Не заборавимо!“                                             |
| Рат у рукама обичних људи - страхоте, разарања, херојство и срамота, напори, порази и победа. |                                                          |                                                              |